# Moses Sithole
Pour les articles homonymes, voir Sithole.
Moses Sithole (17 novembre 1964) est un tueur en série sud-africain auteur des « Meurtres ABC », ainsi appelés parce qu'ils commencèrent dans Atteridgeville, continuèrent dans Boksburg et finirent à Cleveland, une banlieue de Johannesburg.

## Biographie

### Enfance
Sithole naquit durant l'Apartheid en Afrique du Sud, à Vosloorus, une bourgade pauvre. Quand il avait cinq ans, son père mourut, et sa mère abandonna la famille. Moses, ses frères et ses sœurs passèrent trois ans dans un orphelinat, où d'après les dires de Sithole, ils furent maltraités. Il s'évada et rejoignit sa mère, qui le renvoya à l'orphelinat.
Il commença à violer des femmes à l'âge de 20 ans, faisant trois victimes avant que l'une d'entre elles ne témoigne contre lui. Emprisonné, il fut violé par d'autres prisonniers. Sa série de meurtres ne commença qu'en 1994, peu de temps après sa libération.

### Meurtres
Sithole attirait ses victimes en se faisant passer pour un homme d'affaires et en leur offrant du travail, allant jusqu'à inventer une organisation de charité fictive. Une fois qu'il avait gagné leur confiance, il leur proposait de marcher avec elles à travers le veldt jusqu'au siège central et lorsqu'ils étaient à l'abri des regards, il leur sautait alors dessus, les violait et les étranglait. En 1995, il avait fait plus de 30 victimes, provoquant une panique générale dans tout le pays.

### Arrestation
En août 1995, Sithole fut identifié après avoir été vu avec une des victimes. En outre, la police entendit bientôt parler de ses fausses affaires et ressortit le dossier de ses précédents viols. Paniqué, il se sauva. Il contacta le journaliste Tamsen DeBeer, et après s'être identifié comme le tueur, il organisa une rencontre pour raconter son histoire. DeBeer informa la police, mais Sithole sentit le piège et s'enfuit. La police lui tira dessus à deux reprises, réussissant à le blesser, et le captura. Par la suite, il avoua les meurtres.
La profileuse Micki Pistorius participa à son arrestation.

### Procès et emprisonnement
Le 5 décembre 1997, Sithole fut condamné à 2 410 ans pour le meurtre de 38 personnes commis entre 1994 et 1995, 40 viols et diverses autres affaires. Il écopa de 12 ans pour chaque viol, 50 ans pour chaque meurtre, et 5 ans pour chaque vol. Il n'aura aucune possibilité de liberté conditionnelle pendant au moins 930 ans.
Il est incarcéré à C-Max, la section de sécurité maximale de la prison centrale de Pretoria.

### Films & documentaires
- A&E Biography - The South African Strangler : Moses Sithole